# Ctenus siankaan
Ctenus siankaan este o specie de păianjeni din genul Ctenus, familia Ctenidae, descrisă de Alayón în anul 2002. Conform Catalogue of Life specia Ctenus siankaan nu are subspecii cunoscute.